# Historicus
Een historicus of historica (ook wel: geschiedwetenschapper, historiograaf of geschiedkundige) is iemand die historisch onderzoek verricht en hierover publiceert. 
De persoon in kwestie heeft doorgaans een universitaire opleiding in de geschiedwetenschap voltooid en dus de academische graad van master of doctorandus (drs.) behaald, dit in tegenstelling tot de amateurhistoricus die zich met historisch onderzoek bezighoudt en hiervan verslag doet in publicaties en geen wetenschappelijke opleiding heeft genoten. Scherp is het onderscheid niet altijd. Ook degenen die zich buiten de academie tot gedegen historische onderzoekers en geschiedschrijvers hebben ontwikkeld, worden wel als historicus aangeduid. Een bekend voorbeeld is de Nederlandse journalist en auteur Geert Mak die tot tweemaal werd uitgeroepen tot Historicus van het Jaar en enkele eredoctoraten ontving.
Historici zijn vaak gespecialiseerd in een bepaald thema of tijdperk.
- Per tijdperk: historici uit de oudheid, mediëvisten, moderne historici, hedendaagse historici.
- Per onderwerp: bijvoorbeeld sociaalhistoricus, mentaliteitshistoricus, cultuurhistoricus, militair historicus, economisch historicus of boekhistoricus.
- Per regio: Byzantinisten, Americanisten.

## Methoden
Er zijn historici die bewust subjectieve beschrijvingen geven van historische verschijnselen, bijvoorbeeld om het verhaal te verlevendigen. Een voorbeeld is de Herfsttij der Middeleeuwen van Johan Huizinga. 
Andere historici zijn theoretisch ingesteld en maken grondige analyses van historische gebeurtenissen waarbij geprobeerd wordt de grote lijnen van de geschiedenis te ontrafelen. Een voorbeeld is het boek De mechanisering van het wereldbeeld van Eduard Jan Dijksterhuis. Leopold von Ranke was in de negentiende eeuw de eerste historicus die streefde naar het weergeven van geschiedenis 'zoals het echt geweest' (wie es eigentlich gewesen) is.

## Historica
Soms wordt de term historica gebezigd wanneer verwezen wordt naar een vrouwelijk historicus.